# Les Lettres nouvelles
Les Lettres nouvelles est une revue littéraire française, fondée en 1953 par Maurice Nadeau et Maurice Saillet, associée ensuite à une collection d'ouvrages.
En 1960, une version en langue anglaise (une « traduction » de la revue) intitulée « Modern Letters » paraît, mais peu de temps après, cette publication devient une revue bimensuelle visant la population anglophone « littéraire » de Paris, complètement indépendante des Lettres Nouvelles.
Plusieurs numéros spéciaux ont été consacrés à des dossiers thématiques, tels que celui de juillet 1960 sur Malcolm Lowry ou bien celui de février 1976 sur les Écrivains roumains d'aujourd'hui.
L'éditeur fut la maison Mercure de France.